# Lactarius helvus
Lactarius helvus és una espècie de fong de l'ordre dels russulals (Russulales). És un bolet verinós (pels seus sesquiterpens) que pertany al mateix gènere que el rovelló (Lactarius). Aquests bolets es poden trobar en els boscos de coníferes i latifolis sobre la molsa Sphagnum a Euràsia i possiblement a Amèrica del Nord.
El seu capell és vellutat inicialment és planoconvex i esdevé amb la forma d'embut (infundibuliforme) a la seva maduresa. El seu làtex és incolor.